# Франс, Ян
Ян Франс (нидерл. Jan Fransz; 24 мая 1937, Амстердам — 18 декабря 2021, Алкмар)  — нидерландский футболист-универсал, игравший на позициях нападающего, полузащитника и защитника. Начинал карьеру в «Аяксе», а затем выступал за ряд нидерландских команд, включая «Харлем», «Блау-Вит» и «Амстердам».
После игровой карьеры работал тренером.

## Спортивная карьера
Футбольную карьеру начинал в клубе ДВОС, а в возрасте 13 лет в качестве кандидата вступил в «Аякс».  Помимо футбола занимался также бейсболом. В 1953 году был переведён в команду юниоров «Аякса». С сезона 1956/57 выступал за второй состав, а в 1958 году начал привлекаться к играм основной команды.
4 июня 1958 года дебютировал за «Аякс» в заключительном матче 34-го тура чемпионата Нидерландов против АДО, сыграв на позиции правого полусреднего нападающего. Ян упустил хороший шанс отличиться в дебютной встрече, которая завершилась вничью (1:1). В июне он сыграл ещё в двух товарищеских матчах.
В сезоне 1958/59 являлся игроком основного состава. Свой первый гол в чемпионате забил 14 сентября 1958 года в ворота «Элинквейка». Всего в том сезоне забил 5 мячей в 29 матчах чемпионата, а также принял участие в двух кубковых встречах. В сезоне 1959/60 играл за второй состав «Аякса», поскольку главный тренер Вик Бакингем пытался сделать более атакующую команду и не видел место в составе для Яна. Лишь 6 июня 1960 года впервые в сезоне вышел на поле в составе основной команды, сыграв против «Фейеноорда» в турнире за путёвку в Кубок европейских чемпионов. Этот матч стал для него последним в команде. В июне 1961 года был выставлен на трансфер.
В июле 1961 года вместе с Вимом Андерисеном перешёл в клуб СХС из Гааги . Сумма трансфера двоих игроков «Аякса» составила 60 тысяч гульденов.

## Личная жизнь
Отец — Ян Франс, мать — Мария Катарина Влитман. Родители были родом из Амстердама, они поженились в марте 1933 года. В их семье воспитывался ещё младший сын Роберт, родившийся в 1943 году. Его двоюродным братом был футболист Франс Влитман, также выступавший за «Аякс».
Женился в возрасте двадцати двух лет — его супругой стала 19-летняя Мария Якоба де Бордер, уроженка Бевервейка. Их брак был зарегистрирован 5 октября 1959 года в Амстердаме. В браке родилось трое детей: сын и две дочери. Сын Рик тоже играл за клуб РКХ.
Умер 18 декабря 2021 года в Алкмаре в возрасте 84 лет.

## Достижения
«Харлем»
- Победитель Первого дивизиона Нидерландов: 1975/76

## Статистика по сезонам
| Клуб              | Сезон            | Лига | Лига | Кубок | Кубок | Европейские кубки | Европейские кубки | Прочие | Прочие | Итого | Итого |
| Клуб              | Сезон            | Игры | Голы | Игры  | Голы  | Игры              | Голы              | Игры   | Голы   | Игры  | Голы  |
| ----------------- | ---------------- | ---- | ---- | ----- | ----- | ----------------- | ----------------- | ------ | ------ | ----- | ----- |
| Аякс              | 1957/58          | 1    | 0    | 0     | 0     | —                 | —                 | —      | —      | 1     | 0     |
| Аякс              | 1958/59          | 29   | 5    | 2     | 0     | —                 | —                 | —      | —      | 31    | 5     |
| Аякс              | 1959/60          | 0    | 0    | 0     | 0     |                   |                   | 1      | 0      | 1     | 0     |
| Аякс              | Итого            | 30   | 5    | 2     | 0     | —                 | —                 | 1      | 0      | 33    | 5     |
| СХС/Холланд Спорт | 1961/62          | 34   | 8    | ?     | 0     | —                 | —                 | —      | —      | 34+   | 8     |
| СХС/Холланд Спорт | 1962/63          | 29   | 10   | ?     | 0     | —                 | —                 | —      | —      | 29+   | 10    |
| СХС/Холланд Спорт | 1963/64          | 27   | 2    | 2+    | 1     | —                 | —                 | —      | —      | 29+   | 3     |
| СХС/Холланд Спорт | 1964/65          | 30   | 7    | 4     | 2     | —                 | —                 | —      | —      | 34    | 9     |
| СХС/Холланд Спорт | Итого            | 120  | 27   | 6+    | 3     | —                 | —                 | —      | —      | 126+  | 30    |
| РКХ               | 1965/66          | 28   | 9    | ?     | 0     | —                 | —                 | —      | —      | 28+   | 9     |
| РКХ               | 1966/67          | 38   | 1    | 3     | 0     | —                 | —                 | —      | —      | 41    | 1     |
| РКХ               | 1967/68          | 36   | 4    | 1+    | 1     | —                 | —                 | —      | —      | 37+   | 5     |
| РКХ               | Итого            | 102  | 14   | 4+    | 1     | —                 | —                 | —      | —      | 106+  | 15    |
| Харлем            | 1968/69          | 34   | 2    | ?     | 0     | —                 | —                 | —      | —      | 34+   | 2     |
| Харлем            | 1969/70          | 29   | 1    | ?     | 0     | —                 | —                 | —      | —      | 29+   | 1     |
| Харлем            | Итого            | 63   | 3    | ?     | 0     | —                 | —                 | —      | —      | 63+   | 3     |
| Блау-Вит          | 1970/71          | 21   | 0    | ?     | 0     | —                 | —                 | —      | —      | 21    | 0     |
| Блау-Вит          | 1971/72          | 33   | 1    | 1     | 0     | —                 | —                 | —      | —      | 34    | 1     |
| Блау-Вит          | Итого            | 54   | 1    | 1     | 0     | —                 | —                 | —      | —      | 55    | 1     |
| Амстердам         | 1972/73          | 33   | 3    | 1+    | 0     | —                 | —                 | —      | —      | 34+   | 3     |
| Амстердам         | 1973/74          | 33   | 2    | 2     | 0     | —                 | —                 | —      | —      | 35    | 2     |
| Амстердам         | 1974/75          | 15   | 0    | 1     | 0     | 6                 | 1                 | —      | —      | 22    | 1     |
| Амстердам         | Итого            | 81   | 5    | 4+    | 0     | 6                 | 1                 | —      | —      | 91+   | 6     |
| Харлем            | 1974/75          | 15   | 0    | 0     | 0     | —                 | —                 | —      | —      | 15    | 0     |
| Харлем            | 1975/76          | 35   | 3    | 3     | 0     | —                 | —                 | —      | —      | 38    | 3     |
| Харлем            | Итого            | 50   | 3    | 3     | 0     | —                 | —                 | —      | —      | 53    | 3     |
| Всего за карьеру  | Всего за карьеру | 500  | 58   | 20+   | 4     | 6                 | 6                 | 1      | 0      | 527+  | 68    |